# Stadio Nueva Balastera
Lo stadio Nueva Balastera (in spagnolo Estadio Nueva Balastera) è uno stadio situato a Palencia, in Spagna. È stato inaugurato il 10 ottobre 2006.
Esso ospita le partite casalinghe dello Club de Fútbol Palencia. Ha una capienza di 8.070 persone.